# 阿茹达宫
阿茹达宫（葡萄牙語：Palácio Nacional da Ajuda）是一座新古典主义建筑，位于葡萄牙首都里斯本市的阿茹达堂区。兴建在1755年里斯本大地震時，王宮里韋拉宮毀棄後用於容纳王室的临时木建筑皇家營帳的原址上，开始时，建筑师设计的是一座后期巴洛克-洛可可建筑，后来，另一位建筑师重新规划了一座壮观的宫殿，风格为时髦的新古典主义建筑。

## 历史
阿茹达宫的兴建开始于1796年，一直持续到19世纪。在兴建过程中，曾因为财政紧张或政治冲突，而几度出现停工或进度放慢的状况。1807年，法国军队入侵葡萄牙，葡萄牙王室逃亡到巴西，工程进展极慢。缺乏资金来源也造成工程规模的收缩。
1833年9月23日，葡萄牙王室在瑪麗亞二世時期遷居内塞西达迪什宫，開始將其作為皇家住所。1861年，路易斯一世復从内塞西达迪什宫迁回阿茹达宫。卡洛斯一世即位後為了將阿茹達宮讓予母親居住，又將皇家住所遷回内塞西达迪什宫。